# Zgornja Kapla

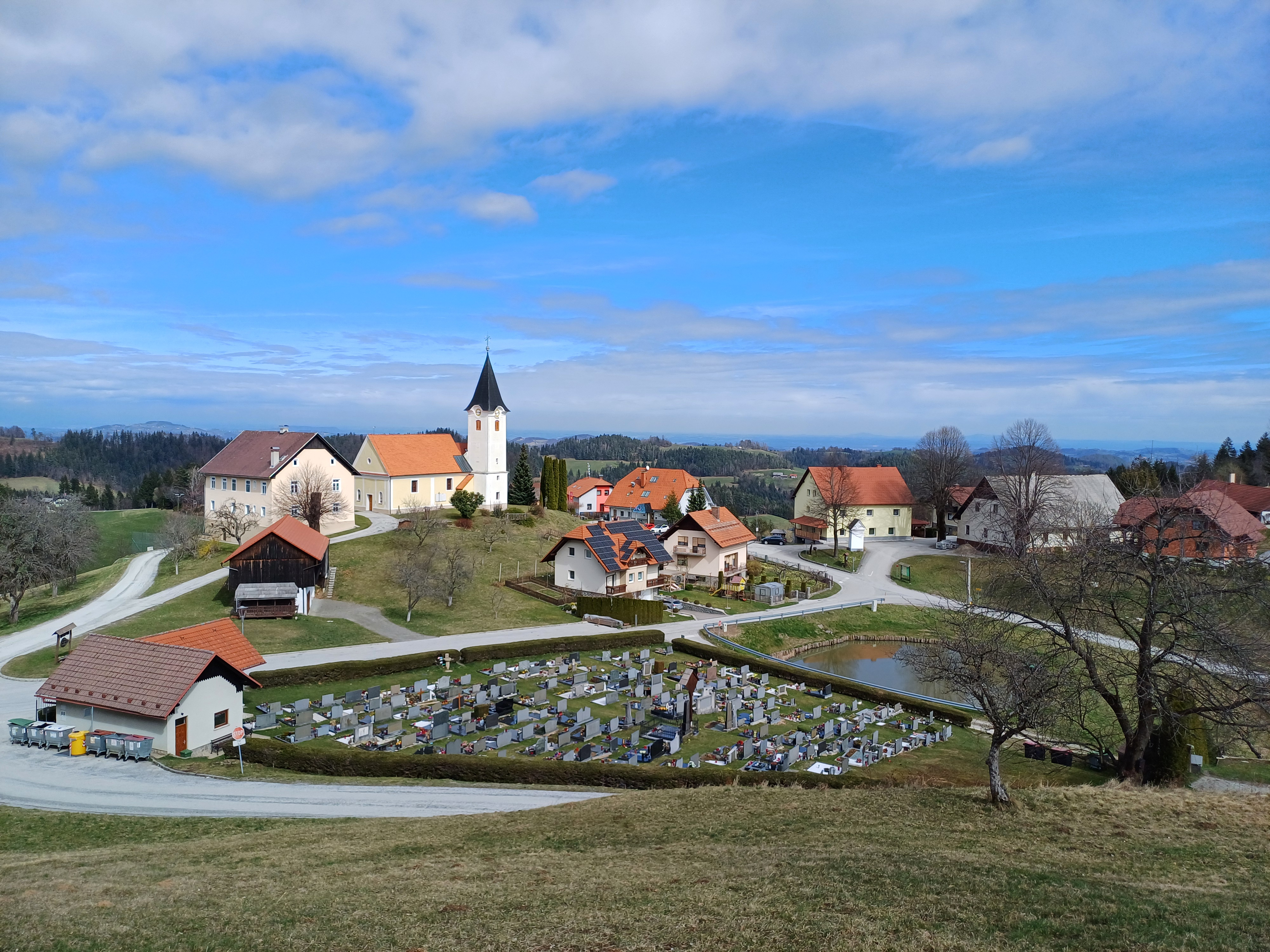
Zgornaj Kapla (2024)

Zgornja Kapla (deutsch: Oberkappel) ist eine Ortschaft in der slowenischen Gemeinde Podvelka (deutsch: Podwölling).

## Lage
Die Ortschaft, die inmitten des Kozjak liegt, ist von Arnfels über die slowenisch-österreichische Grenze oder aus dem slowenischen Drautal über Ožbalt aus erreichbar.

## Geschichte
Der Name Kapla, der übersetzt „Kapelle“ bedeutet, reicht bis ins Hochmittelalter zurück. Eine erste urkundliche Erwähnung fand 1056 statt. Diese Kapelle, deren Errichtung nicht datiert werden kann, wurde am 22. September 1389 erstmals als Filialkirche urkundlich erwähnt. Die Ortschaft selbst entstand als Resultat mittelalterlicher Rodungstätigkeiten, die besonders Kärntner Grundherren vorangetrieben hatten.
1532, während der Zeit der Türkenbelagerungen, wurde die Kirche in Brand gesetzt und zerstört, zwölf Jahre später jedoch neu errichtet. 1795 wurde Kapla zur Kaplanei mit eigenem Seelsorger ernannt, 1892 schließlich zur eigenständigen Pfarre erhoben.
Nach dem Brand der Kirche 1813, dem auch der Pfarrhof zum Opfer fiel, wurde diese erneut aufgabaut. Der ursprüngliche Friedhof befand sich bei der Kirche, wurde jedoch 1852 aus Platzmangel zum heutigen Lageort versetzt. Die Kirche Sveta Katarina trägt das Patrozinium der heiligen Katharina von Alexandrien und gehört zu Erzdiözese Maribor. Die beiden Seitenaltäre aus dem Barock sind der Jungfrau Maria und dem heiligen Florian geweiht.
Auf dem Gemeindegebiet wurden bisher (Stand: Februar 2024) insgesamt vier Massengräber in Lehen, Spodnja Kapla und Zgornja Kapla aus der Zeit um den Zweiten Weltkrieg gefunden.